# هانا بيبار
هانا جاكلين بيبار (من مواليد 5 سبتمبر 2001) هي لاعبة كرة القدم النسائية أمريكية لمحترفة في تلعب في مركز خط وسط في فريق باي إف سي في الدوري الوطني لكرة القدم النسائية (NWSL). لعبت كرة القدم الجامعية في فريق هارفارد كريمسون لكرة القدم للسيدات وفريق ديوك بلو ديفلز، وحصلت على جائزة نجوم أمريكا ثلاث مرات.

## الحياة المبكرة والمسيرة الجامعية
نشأ بيبار في نابرفيل، إلينوي، وكان واحدًا من أربعة أطفال لجيمس وجيسيكا بيبار. نشأت وهي تلعب في فرق الأولاد، وبرزت في فريق جالاكسي إس سي ولاحقاً في فريق نادي إكليبس سيليكت. لعبت لفريق احتياطي شيكاغو ريد ستارز في دوري كرة القدم النسائي الممتاز في عام 2019. تخرجت من مدرسة وابونسي فالي الثانوية.تم تصنيفها من قبل توبدراويرسوكسير باعتبارها خامس أفضل لاعبة في فئة 2020.

### هارفارد كريمسون
ألغي موسمها الأول مع فريق هارفارد كريمسون بسبب جائحة كوفيد-19 في عام 2020، مما دفعها إلى التدرب خلال ذلك الوقت مع فريق شيكاغو ريد ستارز التابع لاتحاد كرة القدم النسائية في الدوري الوطني لكرة القدم الأمريكية الشمالية الغربية. في موسمها في السنة الثانية، تصدرت دوري إيفي ب 10 تمريرات حاسمة وسجلت 5 أهداف في 15 مباراة. وصلت هارفارد إلى 2021 بطولة كرة القدم للسيدات في القسم الأول للرابطة الوطنية لرابطة الجامعات الوطنية لرياضة الجامعات الأمريكية للسيدات، وخرجت من الدور الأول. حصلت بيبار على لقب أفضل لاعبة صاعدة في دوري اللبلاب، وأفضل لاعبة صاعدة في الفريق الأول في دوري اللبلاب، والفريق الثالث في الفريق الثالث من يونايتد سوكر كوتشس. سجلت ستة أهداف وثماني تمريرات حاسمة في 13 مباراة في موسمها الجامعي الأول، لكنها غابت عن نهاية الموسم بسبب إصابة في الركبة. اختيرت ضمن الفريق الأول لفريق آيفي وفريق نجوم أمريكا.
```
في موسمها الأخير، قدمت هدفًا واحدًا وصنعت هدفًا واحدًا في مباراتين في 
 بطولة دوري آيفي
، مما ساعد هارفارد على الفوز بالبطولة الافتتاحية للدوري. كما سجلت هدفاً وصنعت هدفاً وصنعت تمريرة حاسمة في فوز فريقها في الدور الأول 3-0 على فريق 
بطولة الرابطة الوطنية لرابطة الجامعات الوطنية لرياضة الجامعات الأمريكية للسيدات 2023
، وسقط في الدور التالي. أنهت موسم 2023 برصيد 6 أهداف مع 7 تمريرات حاسمة في 19 مباراة، وحصلت على تكريم الفريق الأول في فريق نجوم إيفي.
[
5
]
```

### ديوك بلو ديفلز
انتقلت بيبار إلى فريق ديوك بلو ديفلز في موسم تخرجها عام 2024، حيث بدأت جميع مبارياتها 22 وسجلت ثلاثة أهداف أهداف وصنعت خمسة تمريرات حاسمة. ساهمت في بقاء ديوك بلا هزيمة في مؤتمر الساحل الأطلسي، وحصدت لقب الموسم العادي للمؤتمر، ووصلت إلى نصف نهائي بطولة الرابطة الوطنية لرياضة الجامعات. اختيرت ضمن الفريق الثاني لفريق نجوم الساحل الأطلسي والفريق الثاني لفريق مدربي كرة القدم الأمريكية .

## مسيرتها الكروية

### نادي باي إف سي
أعلن نادي باي إف سي في 7 فبراير 2025 عن توقيعه أول عقد احترافي للاعبة بيبار، لمدة ثلاث سنوات.. في 22 مارس، ظهرت لأول مرة كلاعبة احترافية كبديلة لـ دوريان بيلي خلال فوز 2-0 ضد راسينغ لويزفيل. بعد حصولها على درجة الماجستير في جامعة ديوك، ظهرت للمرة الثانية وبدأت لأول مرة في مباراة انتهت بالتعادل 2-2 في 24 مايو.

## المسيرة الدولية
تم استُدعي بيبار لأول مرة إلى منتخب الولايات المتحدة للشباب ضمن فئة تحت 15 عامًا في عام 2016. ساعدت الولايات المتحدة في الفوز ببطولة بطولة الكونكاكاف للسيدات تحت 17 سنة 2018، حيث سجلت في الفوز 3-2 على المكسيك في المباراة النهائية. وشاركت في جميع المباريات الثلاث (شاركت في مباراتين أساسيتين) في كأس العالم للسيدات تحت 17 سنة 2018، حيث لم تتمكن الولايات المتحدة من الخروج من دور المجموعات. ظهرت لاحقًا في مباريات ودية في تحت 20 عامًا وتحت 23 عامًا.
تلقت بيبار أول استدعاء لها للانضمام إلى منتخب الولايات المتحدة لكرة القدم للسيدات كلاعبة بديلة عن اللاعبة لين ويليامز في يناير 2025.